# Musée saharien de Ouargla
Le Musée saharien de Ouargla est un musée algérien dédié aux peuples et cultures du Sahara. C'est un musée de préhistoire, d'ethnographie et d'artisanat, classé au patrimoine national algérien depuis 2007. Le bâtiment abritant le musée se caractérise par une architecture néo-soudanaise.

## Histoire
Le Musée saharien de Ouargla date de la période coloniale. Implanté dans la wilaya de Ouargla, il a été édifié en 1936 et ouvert ses portes en 1938. Il a longtemps été une escale pour les caravanes culturelles venant des régions de la Saoura, Gourara et du Touat. La région de Ouargla est une zone traditionnelle de transit des caravanes commerciales qui traversent le Sahara, dont les Ksour sont protégés par l'Office de Gestion et d'Exploitation des Biens Culturels. Après sa rénovation (lancée en 2010) et son inventaire, le musée rouvre ses portes au public en 2018, avec l'ambition de s'imposer comme établissement culturel et de s'ouvrir, notamment aux universités et aux publics scolaires, tout en renforçant l'attractivité touristique de la région.
En 2021, le musée s'est doté d’un espace de lecture qui totalise prés d’un millier d’ouvrages traitant de divers champs du savoir, dont l’histoire, la culture, la littérature, les sciences et autres.

## Bâtiment
Le Musée saharien de Ouargla est classé au patrimoine national algérien depuis 2007. Son architecture atypique, à la rencontre des architectures arabes, africaines et européennes. Il est considéré comme un chef-d'œuvre du style néo-soudanais, caractérisé notamment par la forte présence du désert dans les choix décoratifs et dans les couleurs des murs ocres et blancs. Le bâtiment de 1 700 m2, aux murs crénelés est constitué d'un corps principal relié par une galerie à deux ailes, et comporte de nombreuses stèles et colonnes. Des travaux de réhabilitations, financés par le fonds de développement des régions du Sud, ont été menées dans le respect des pratiques de constructions traditionnelles et en utilisant des matériaux locaux, sous le contrôle du ministère de la culture.

## Collections
Occupant une surface de 1 700 m2, le musée saharien se compose d’un hall et de trois salles. La première salle est réservée aux photos d’antiquité montrant les différents sites touristiques, des artisans traditionnels, des outils ancestraux, des fossiles de plantes et d’animaux, de vieilles armes, et des tapisseries. La deuxième salle est consacrée à l’ethnographie de la région. La troisième et dernière salle offre une collection de produits de diverses industries préhistoriques du paléolithique.
Ses différentes collections contiennent des objets et photographies historiques concernant la vie quotidienne des populations sahariennes, notamment dans la région de Ouargla, et des objets archéologiques issues des fouilles menées à Sedrata. Après l'indépendance de l'Algérie, beaucoup des objets précieux trouvés ont été perdus, mais une partie d'entre eux, notamment des panneaux de stucs sculptés, sont conservés au musée saharien de Ouargla. Une opération d'inventaire scientifique de ses collections a été menée de 2016 à 2018, pour identifier plus de 1000 articles conservés. Outre les acquisitions des fouilles archéologiques de Sedrata, on note parmi les objets inventoriés des pierres fléchettes, ustensiles en poterie et en cuivre, des régions d'Oued-Mya, Oued Righ et du Tassili n'Ajjer, de la préhistoire jusqu'à l'époque moderne. La collection contient également des objets préhistoriques en métal et des armes datant de la guerre de libération nationale algérienne,.